# ギミー・シェルター (アルバム)
『ギミー・シェルター』(英：Gimme Shelter)は、1971年にリリースされたローリング・ストーンズのコンピレーション・アルバム。CD化はされていない。

## 概要
映画「ギミー・シェルター」のサントラ風アルバム。Ａ面は映画で使われたナンバーのスタジオ・テイク、Ｂ面は当時イギリスで未発売だったＵＳ盤ライブ・アルバム『ガット・ライヴ・イフ・ユー・ウォント・イット!』からのダイジェストを収録。

## 収録曲
1. Jumpin' Jack Flash
2. Love in Vain (Robert Johnson)
3. Honky Tonk Women
4. Street Fighting Man
5. Sympathy for the Devil
6. Gimme Shelter
7. Under My Thumb
8. Time Is on My Side (Norman Meade)
9. I've Been Loving You Too Long (Otis Redding, Jerry Butler)
10. Fortune Teller (Naomi Neville)
11. Lady Jane
12. (I Can't Get No) Satisfaction